# Симптом Керера
Симптом Керера (англ. Kehrer's symptom) — діагностичний симптом, що виявляється під час неврологічного обстеження у хворих із менінгеальним синдромом, частіше при менінгіті. 

## Етимологія
Точки болючості вперше описав німецький невролог Фердинанд Адальберт Керер.

## Сутність
Дослідження виявляє болючість при натисканні у точках, які відповідають місцям виходу основних гілок трійчастого нерва (над очною ямкою, в області іклової ямки / fossa canina, підборіддя), а також у потиличній ділянці шиї, відповідно місцям виходу великих потиличних нервів між I та II шийними хребцями. Проводити натискання слід обережно, без надмірності.